# Johannes Galliculus
Johannes Galliculus, también conocido como Johannes Alectorius, Johannes Hähnel o Johannes Hennel, (Dresde, c. 1490 – Leipzig, c. 1550) fue un teórico de la música y compositor alemán del Renacimiento.

## Vida
Poco se sabe sobre su vida. Nació en Dresde hacia 1490. En 1505 se registró bajo el nombre de Hennel en la Universidad de Leipzig, donde probablemente se mantuvo activo a partir de esa fecha. Fue cantor (Thomaskantor) en la Iglesia de Santo Tomás (Thomaskirche) y maestro de capilla del coro desde 1520 hasta 1525.
Hacia 1520, se acercó al pensamiento de Martín Lutero y entró en contacto con el círculo del teórico de la música y editor George Rhau. Es dentro de este grupo donde se aparecerán las composiciones y colecciones impresas de música. Falleció alrededor de 1550 en Leipzig.

## Obra
En su producción, además de las obras teóricas donde se posiciona a favor de la adaptación de la misa en latín y de las exigencias musicales de la reforma protestante, escribió dos misas, motetes, un magnificat y otras composiciones sagradas. Su Pasión según San Marcos es una obra importante de los inicios de la música protestante alemana. Se considera el sucesor de Heinrich Isaac.
Galliculus ejercía como músico en Leipzig en 1520, cuando se publicó Isagoge de compositione cantus, dedicada a su amigo Georg Rhau. El tratado es una obra introductoria en la que se exponen de forma clara y concisa las reglas del contrapunto. Tuvo un éxito tan considerable que se llegaron a publicar seis ediciones (dos de ellas bajo el título Libellus de compositione), cinco de las cuales procedían de la imprenta de Rhau en Wittenberg.

### Obras musicales
Ediciones: Moorefield, Arthur A. (ed.). Gesamtausgabe Der Werke Von Johannes Galliculus. Gesamtausgaben, viii (Institute of Mediaeval Music, 1975-92)
- Passio Domino nostri Jesu Christi, a 4 voces, 1538.
- Misa Christ ist erstanden a 4 voces, 1539.
- Aliud officium Paschale, a 4 voces, 1539.
- Propios de la misa para Navidad, a 4 voces, 1545.
- Magnificat quarti toni, a 4 voces.
- Magnificat quinti toni, a 4 voces.
- Magnificat septimi toni, a 4 voces.

- Motetes a 4 voces: 
  - Ave vivens, hostie
  - Cavete a scribis
  - Christus resurgens
  - Duo homines ascenderunt
  - Immunem semper
  - In cathedra Moysi
  - In natali
  - Non ex operibus
  - Venite post me

- Salmo Quare fremuerunt gentes, a 4 voces.

De atribución dudosa
- Enlive psallant
- Joseph, lieber Joseph, mein

### Obras teóricas
- Isagoge de compositione cantus. Leipzig: Valentinus Schumann, 1520.[2][5]